# ネオライフプランニング
株式会社ネオライフプランニング（英: NEO LIFE PLANNING.）は、愛知県名古屋市に本社を置く保険代理店。
2000年（平成12年）5月25日設立。

## 概要
代表取締役の橘恭浩は大学卒業後、Chubb損害保険株式会社に入社。その後、メットライフ生命に転職し、17年在籍。
その間、25歳で最年少UM（ユニットマネージャー）、29歳で最年少AGM（エージェンシーマネージャー）となる。
26歳でAIG（アメリカン・インターナショナル・グループ）ワールドワイドコンテストに入賞。
2000年（平成12年）、39歳のときに独立し、株式会社ネオライフプランニングを設立。総代理店、来店型保険ショップ、住宅ローンショップ、資産運用、不動産と事業を展開し、金融ワンストップサービスを実現。

## 沿革
- 2000年5月：株式会社ネオライフプランニング設立　昭和区福江
- 2000年9月：生保損保代理店登録
- 2002年9月：本社移転（中区錦1丁目）
- 2004年9月：本社移転（中区新栄2丁目）
- 2005年2月：保険市場6店舗CA店参画
- 2007年2月：SBI住宅ローン名古屋開店
- 2007年7月：ネオライフモーゲージ株式会社設立
- 2007年9月：SBI住宅ローン六本木、心斎橋開店
- 2008年8月：うちでの小槌四日市開店
- 2008年10月：伊勢サテライトオフィス開店
- 2010年3月：SBI住宅ローン岡崎開店
- 2010年5月：会計事務所提携ビジネスH&S
- 2010年9月：SBI住宅ローン四日市開店
- 2011年3月：本社移転（中区栄3丁目）
- 2011年5月：ハウスメーカー不動産業提携ビジネス
- 2013年8月：「株式会社ネオライフプランニング豊橋支店」開店
- 2013年8月：「ネオライフモーゲージ株式会社」、「株式会社ネオライフプランニング」合併
- 2014年10月：本社移転（中区栄4丁目）
- 2015年5月：SBIモーゲージ（株）社名変更ARUHI株式会社
- 2016年6月：大阪支社開設
- 2018年3月：Xモバイル代理店登録
- 2018年10月：税理士の団体保険取扱い開始
- 2019年5月：新電力代理店登録

※ 出典：

## 事業内容
1. 損害保険代理店業
2. 生命保険の募集に関する業務
3. 会社、個人の財産状況の診断、運用、指導、調査、研究
4. 上記各号に付帯する一切の事業

## 所属団体
- 愛知中小企業家同友会
- 愛知損害保険代理業協会
- 中部IT協同組合
- 名古屋商工会議所